# Arnold Johannessen
Arnold Johannessen (15 dicembre 1937 – 27 gennaio 2007) è stato un calciatore norvegese, di ruolo centrocampista.

## Carriera

### Club
Johannessen giocò con la maglia del Pors.

### Nazionale
Conta 3 presenze per la Norvegia. Esordì il 21 agosto 1959, nella vittoria per 2-1 sull'Islanda.